# 羊水栓塞
羊水栓塞是一種罕見及未被完全了解的產科緊急症候。指在分娩過程中，羊水、胎兒細胞、胎髮、胎糞、皮屑等物，透過子宮基底的胎盤進入母體血液循環而誘發母體之發炎反應。這作用會引致心肺衰竭及凝血異常。此病最早在1941年被描述說明。在母體致死率的列表中羊水栓塞排列第五位。
羊水栓塞十分罕見（機會為8,000至80,000次分娩中出現一次，然于2007年研究给出的數字为20,464次分娩中出現一次）。大部份產科醫生在整個執業生涯中可能從未經歴過。亦因此，這種狀況的發生過程很少被了解。一般認為，羊水及胎兒細胞進入母體肺循環（此可能使產婦心肺衰竭而亡）後將發生下列兩個階段。

## 病征

### 第一階段
產婦症狀為呼吸困難及低血壓，肺動脈高壓，迅速變成心臟停頓，出現缺氧。不久進入昏迷狀態。一半以上病人在徵狀出現的首個小時內死亡。

### 第二階段
40%病人經過第一階段生還，進入第二階段。在此階段內病人出現大量出血，出現顫抖、咳嗽，血液凝固障碍伴隨大量失血。在此情況胎兒必須被儘速分娩，否則心血管系統的崩潰會造成胎兒窒息及死亡。

## 成因
多數認為羊水等物進入子宮頸是由於下列三先決條件發生所造成：
- 羊膜囊破裂
- 子宮或子宮頸破裂
- 从子宮到母体靜脈方向的液体壓力

其實在母體（孕婦）找到胎兒組織是很常見的，因此在母體血液循環中發現胎兒組織來證實羊水栓塞這並沒有意義 。只有很少比例的婦女是在一連串複雜的事件中造成心血管崩潰及死亡。
因此一些證據顯示羊水栓塞患者伴隨有腹部的外傷。
使用催生素催生，造成宫颈破裂，产妇较易发生羊水栓塞；剖腹产创伤面大，产妇也易发生羊水栓塞。

## 预防
- 人工破膜应在宫缩间歇期进行，避免子宫过强收缩。[5]
- 剖腹产破膜后应尽量吸尽羊水再取胎儿。
- 中孕引产和人工流產应在羊水流尽后进行钳刮。

## 處置
唯一被使用的方法是立即的剖腹產。